# Милан Зорић
Милан Зорић (Доње Врточе, код Дрвара, 6. март 1912 — Београд, 2006), учесник Народноослободилачке борбе, генерал-потпуковник ЈНА и народни херој Југославије.

## Биографија
Рођен је 6. марта 1912. године у селу Доње Врточе, код Дрвара. Потицао је из земљорадничке породице. Након основне школе, учио је металски занат и радио у Сарајеву, Варешу, Земуну и Раковици. Рано је постао члан Уједињених радничких синдиката (УРС) и преко њих добио сазнања о револуционарном радничком покрету. Учествовао је у акцијама радничког покрета — штрајковима, демонстрацијама и др, због чега је био хапшен и малтретиран у београдском затвору „Главњача”. У чланство илегалне Комунистичке партије Југославије (КПЈ) био је примљен 1939. године.
Због револуционарне активности био је неколико пута отпуштан с посла, а последњи пут априла 1940. године. Након напада Сила осовине на Краљевину Југославију, 6. априла 1941. године, напустио је разрушени Београд и отишао у родни крај. Одмах по доласку у Дрвар, активно се укључио у организовање оружаног устанка. Дан пре почетка прве устаничке акције у Дрвару, Милан Зорић је 26. јула 1941. године у селу засеоку Црљивица, код Доње Врточе, учествовао је у сукобу с усташама, које су пошле да пљачкају и убијају народ, који се повукао у шуму. Зорић је том приликом успео да тешко рани једног усташу. Била је ово један од првих оружаних сукоба с усташама на терену Дрвара.
Након ослобођења Дрвара и Оштреља, 27. јула 1941. године, Милан Зорић је ступио у руководство устанка, а 6. августа је с шеснаест бораца из Дрвара, упућен на терен Босанског Петровца, због организовања устанка и извођења акција на простору Кључ—Петровац. Милан је тада у Зденом долу организовао заседу, и два дана и две ноћи чекао наилазак непријатеља. Када је 9. августа од Кључа наишла моторизована колона на њу је отворена ватра и непријатељ је разбијен. Убијено је око 50, а заробљено 20 војника. Заплењено је 60 пушака, 4 пушкомитраљеза и доста муниције, а уништено седам камиона и један аутомобил.
После ослобођења земље, Милан Зорић је наставио војну каријеру у Југословенској народној армији (ЈНА), где се налазио на дужностима — команданта Прве пролетерске дивизије, начелника штаба Области, команданта корпуса и др. Након рата завршио је осам разреда гимназије, Војну академију „Фрунзе” у Москви и Школу оператике на Вишој војној академији ЈНА. Пензионисан је 1959. године у чину генерал-мајора, а након тога је унапређен у чин резервног генерал-потпуковника ЈНА.
Након одласка у пензију, посветио се писању о Народноослободилачком рату (НОР) и објавио је неколико књига:
- Дрвар у устанку 1941, 1963. године
- Изволи друже Јевтане, 1967. године
- Рибнички партизански одред, 1967. године
- Тринаеста крајишка бригада, 1968. године
- Вртлог, 1969. године

Такође објавио је и више студија у неколико часописа.
Умро је 2006. године у Београду и сахрањен је у Алеји народних хероја на Новом гробљу у Београду.
Носилац је Партизанске споменице 1941. и других југословенских одликовања, међу којима су Орден ратне заставе, Орден партизанске звезде првог реда, Орден братства и јединства првог реда, Орден заслуга за народ другог реда, Орден народне армије другог реда и Орден за храброст., док се од иностраних истиче Партизански крст НР Пољске. Орденом народног хероја је одликован 27. новембра 1953. године.